# 圣奥利夫
圣奥利夫（法語：Sainte-Olive，法語發音：[sɛ̃t ɔliv]）是法国东部安省的一个市镇，属于布雷斯地区布尔格区。

## 地理
圣奥利夫（46°1'7"N, 4°56'1"E）面积7.39 平方千米，位于法国奥弗涅-罗讷-阿尔卑斯大区安省，该省份为法国东部省份，北起汝拉省，西北接索恩-卢瓦尔省，西接罗讷省和里昂大都会，南至伊泽尔省，东与萨瓦省、上萨瓦省和瑞士接壤。
与圣奥利夫接壤的市镇（或旧市镇、城区）包括：栋布地区昂贝略、布利尼厄、拉佩鲁斯、穆瓦尼昂河畔圣特里维耶、维勒讷沃。

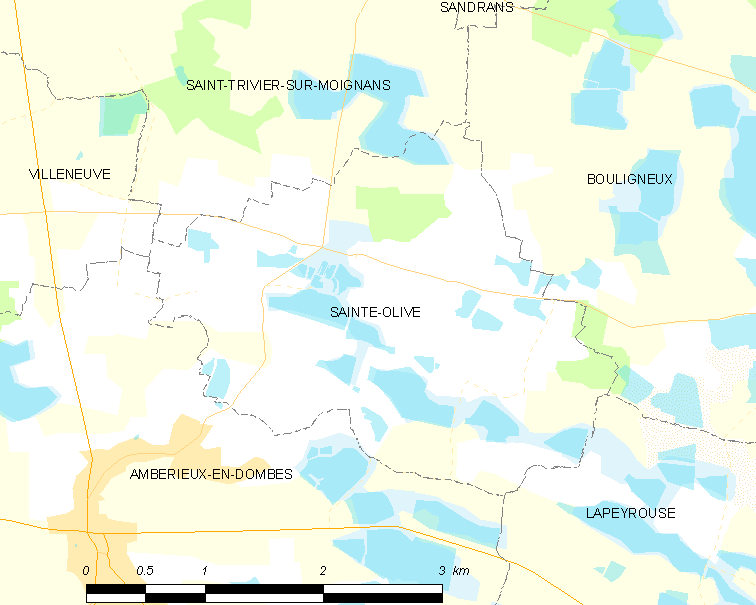
圣奥利夫的OSM定位图

圣奥利夫的时区为UTC+01:00、UTC+02:00（夏令时）。

## 行政
圣奥利夫的邮政编码为01330，INSEE市镇编码为01382。

## 政治
圣奥利夫所属的省级选区为维拉尔莱栋布县。

## 人口

1962-2008年间圣奥利夫人口变化图示

圣奥利夫于2022年1月1日时的人口数量为357人。